# Felipe Díaz González
Felipe Díaz fue un militar y político argentino del siglo XIX que luchó en las guerras civiles argentinas y se convirtió en uno de los principales referentes políticos de la oposición liberal nacionalista en la provincia de Córdoba. 

## Biografía
Felipe Antonio José Díaz González nació en la ciudad de Córdoba (Argentina) el 29 de abril de 1820, hijo del coronel José Javier Díaz y de Tomasa González y Arias de Cabrera.
Ingresó a la Universidad de San Carlos en 1837 pero abandonó sus estudios para incorporarse al ejército del general Juan Lavalle a su paso por la provincia de Córdoba. Asistió a la batalla de Famaillá el 19 de septiembre de 1841 y tras la derrota huyó al norte. Se sumó a las fuerzas de los coroneles José Manuel Salas, Manuel Antonio Ocampo y Manuel Hornos que con tropas correntinas atravesaron el Chaco paa sumarse al ejército de José María Paz antes de la batalla de Caaguazú. En esa ocasión, Díaz salvó providencialmente su vida al ser sorprendida su unidad en Orán por una partida federal.
Vuelto del exilio, el 11 de enero de 1845 contrajo matrimonio con Eusebia de Igarzábal y Usandivaras, nieta del coronel Mariano Usandivaras, guerrero de la independencia.
Al caer Juan Manuel de Rosas se afilió al Partido Liberal dirigido por el general Bartolomé Mitre, y luego en 1863, una vez dividido el Partido Liberal, se unió al Partido Nacionalista, también liderado por el general Mitre.
Después de la batalla de Pavón junto a Augusto López, Nemesio González y Francisco Bravo entre otros cordobeses llevaron a cabo la revuelta liberal de 1861 contra el gobernador Mariano Fragueiro.
Encabezó en su provincia el apoyo a la candidatura presidencial de Mitre y la de Domingo Faustino Sarmiento para el cargo de vicepresidente. Al armarse las listas de candidatos a diputados nacionales por la provincia, Díaz resignó su puesto a favor de sus correligionarios.
Al dividirse en Córdoba el partido mitrista, Díaz adhirió en 1873 a la candidatura para la presidencia de la república de Nicolás Avellaneda. Convertido Avellaneda en presidente, el partido Partido Liberal cordobés impulsó la candidatura de Díaz a la gobernación de Córdoba pero Avellaneda, quien apoyaba la futura presidencia de su ministro Julio Argentino Roca, pariente pero adversario personal de Díaz, intentó una política de conciliación ofreciéndole la vicegobernación.
En carta de enero de 1877 de Avellaneda a Olegario Ojeda le preguntaba porqué Roca apoyaba tanto a Antonio del Viso para la vicegobernación y atacaba a Felipe Díaz, quien era por añadidura su tío político, y le pedía con insistencia que le escribiera a Roca para decirle "...que lo ponía en un serio conflicto al atacar a Díaz, que este era una columna poderosa de su partido en Córdoba y que desairarlo era perderlo para el partido".
Desplazado Díaz, surgió finalmente la fórmula Clímaco de la Peña-Antonio del Viso que se impuso en las elecciones orquestadas por el gobierno. De la Peña falleció pocos días antes de asumir siendo reemplazado por Del Viso.
En 1879 la situación se hizo aún más grave. Era en Córdoba dónde, en gran medida, se decidiría la elección presidencial de 1880. El candidato oficial, Roca, afirmaba en abril de ese año que "Córdoba es el objetivo de Tejedor y de los mitristas y ahora de Sarmiento, y han de hacer todo lo posible por convulsionarla. Han de gastar mucho dinero si es necesario, porque comprenden que sería el golpe de gracia asestado contra nuestro partido y mi candidatura".
En efecto, como señalaba Olegario Ojeda a Miguel Juárez Celman, segundo de Del Viso y hombre fuerte del gobierno y de la Liga de Gobernadores, "Recuerde Ud. que Córdoba tiene 26 votos y que en ellos y los 18 de Corrientes ya los caballeros mitristas se hallarían a un paso de la mayoría".
En enero de 1879 la oposición cordobesa, representada por el Partido Liberal Nacionalista, se nucleó en El Club de la Libertad, dirigido por Felipe Díaz y Jerónimo del Barco. 
Roca y Juárez Celman intentaron ganarse a Díaz ofreciéndole nuevamente la vicegobernación: "Para desbaratar la oposición en Córdoba, yo iría hasta ofrecerle la vicegobernación a don Felipe Díaz, como le ofrecería a Mitre la vicepresidencia si supiese que la aceptaría. Para un gobernador zonzo, la vicegobernación desempeñada por un hombre activo, ambicioso e intrigante, podría ser un peligro; pero no para usted, que podría aislarlo en el Senado y oprimirlo, al menor síntoma, con el número de sus amigos. Yo estoy aquí maniobrando de manera (vea el tono de los diarios) de desarmar resistencias que puedan hacer peligrar todo y catequizar elementos en las mismas filas de nuestros enemigos. Córdoba, y en esta la oposición, es la estrella de esperanza de los tejedoristas. No olvide usted esto y, si hay necesidad, hagan toda clase de sacrificios".
No obstante las gestiones serían infructuosas. En octubre y a escasos días de las elecciones de electores, se definieron las candidaturas de ambos sectores del liberalismo: el autonomismo llevaría a Miguel Juárez Celman-Tristán Malbrán y el nacionalismo a Cayetano Lozano-Felipe Díaz.
Apoyados por el fraude triunfó Juárez Celman. Los vencidos, decididos al uso de la fuerza, solicitaron apoyo al gobierno de la provincia de Buenos Aires, decidido opositor a la imposición de Roca. Si bien Buenos Aires no envió armas, como tampoco lo hizo con Corrientes, envió a Lisandro Olmos, de gran prestigio en su Catamarca natal y en la misma Córdoba, para encabezar el movimiento.
El 26 de febrero de 1880 Olmos inició en la ciudad de Córdoba el movimiento revolucionario. Con solo 14 hombres consiguió copar el Cabildo y tomar prisionero al gobernador Del Viso y al vicegobernador Juárez Celman. El comandante Luna, que debía con otra unidad bloquear la salida de los cuarteles de las tropas del batallón de Guardias Provinciales y de Enganchados fracasó en su cometido y Olmos debió finalmente rendirse. La asonada debía ser acompañada por una sublevación en Río Cuarto liderada por el capitán Lorenzo Games y por Antonino Baigorria pero el movimiento fue denunciado por uno de los oficiales comprometidos. Games  intentó adelantar el golpe pero fue derrotado en Molino del Carmen y tuvo que rendirse mientras Baigorria era detenido por otro piquete.
Felipe Díaz consiguió pasar a Buenos Aires y estuvo presente en la revolución de junio que culminó con la rendición y federalización de la ciudad de Buenos Aires.
Díaz regresó a Córdoba y a la política en la oposición. En 1886 Roca impuso la candidatura de su concuñado Juárez Celman, mientras Díaz, que por vinculaciones familiares podría haberse sumado al juarismo, apoyó la de Manuel Ocampo-Rafael García.
Juárez Celman fue elegido, pero tras la grave crisis económica y la Revolución de 1990 debió renunciar, arrastrando a su hermano Marcos Juárez en Córdoba. El 30 de agosto de 1890 el pueblo de Córdoba realizó una manifestación cívica que reunió más 30 000 personas las que se dirigieron a la casa de Díaz para solicitarle que encabezase la marcha junto a Juan Mamerto Garro, y Pedro C. Molina, quienes formarían la Unión Cívica de Córdoba.
A los 70 años fue nombrado ministro de gobierno de Eleazar Garzón respondiendo a la política del Acuerdo impulsada por Roca y Mitre pero la situación revolucionaria que se vivía en la provincia lo obligó a retirarse pronto a la vida privada, falleciendo el 3 de octubre de 1894.
En su sepelio recibió importantes homenajes del pueblo de su ciudad. Según Martín de Gainza en sus Recuerdos, Díaz fue "un hombre valeroso que se hizo famoso en Córdoba por su extraordinario temple".
Tuvo con su esposa Eusebia de Igarzabal Usandivaras 22 hijos, entre ellos María Teresa, Gabriel, Carlos y José Ignacio Díaz, quien fue propietario de grandes extensiones de tierra en la provincia donde pastaban más de 40.000 cabezas de ganado y donde hizo construir en 1910 un chalet al que nombró en honor de su padre Chalet San Felipe.